# Challenger de Floridablanca 2017

El torneo Claro Open Floridablanca 2017 fue un torneo profesional de tenis. Perteneció al ATP Challenger Series 2017. Se disputó en su 9.ª edición sobre superficie tierra batida, en Floridablanca, Colombia entre el 7 al el 12 de agosto de 2017.

## Jugadores participantes del cuadro de individuales
| Favorito | País                               | Jugador          | Rank1 | Posición en el torneo |
| -------- | ---------------------------------- | ---------------- | ----- | --------------------- |
| 1        | Bandera de Argentina               | Guido Pella      | 100   | CAMPEÓN               |
| 2        | Bandera de la República Dominicana | Víctor Estrella  | 107   | Primera ronda         |
| 3        | Bandera de Chile                   | Nicolás Jarry    | 137   | Primera ronda         |
| 4        | Bandera de Brasil                  | João Souza       | 156   | Cuartos de final      |
| 5        | Bandera de Portugal                | Gastão Elias     | 171   | Semifinales           |
| 6        | Bandera de Brasil                  | Guilherme Clezar | 264   | Cuartos de final      |
| 7        | Bandera de la República Dominicana | José Hernández   | 265   | Segunda ronda         |
| 8        | Bandera de Austria                 | Michael Linzer   | 276   | Cuartos de final      |

- 1 Se ha tomado en cuenta el ranking del 31 de julio de 2017.

### Otros participantes
Los siguientes jugadores recibieron una invitación (wild card), por lo tanto ingresan directamente al cuadro principal (WC):
- Felipe Ramírez Luna
- Carlos Salamanca
- Pedro Uribe
- Charles Force

Los siguientes jugadores ingresan al cuadro principal tras disputar el cuadro clasificatorio (Q):
- Oscar José Gutiérrez
- Gonzalo Lama
- Juan Ignacio Londero
- Camilo Ugo Carabelli

## Campeones

### Individual Masculino
- Guido Pella derrotó en la final a  Facundo Argüello, 6–2, 6–4

### Dobles Masculino
- Sergio Galdós /  Nicolás Jarry derrotaron en la final a  Sekou Bangoura /  Evan King, 6–3, 5–7, [10–1]